# Йордан Мирчев
 Тази статия е за българския политик.  За историка и журналиста вижте Юрдан Иванов.  
Йордан Мирчев е български учител, политик, депутат и член на Македонската парламентарна група.

## Биография
Йордан Мирчев е роден в 1874 година в Прилеп, тогава в Османската империя. През 1891 година завършва третия випуск на педагогическото отделение на Солунската мъжка гимназия и Софийския университет през 1895 година, учителства в Скопие, Варна и Солун..
Делегат е от Гостивар на Първия общ събор на Българската матица в Солун от 20 до 22 април 1910 година.
В 1915/1916 година е назначен за директор на Струмишката гимназия, но поради намесата на България в Първата световна война учебна година в Струмица няма.
Йордан Мирчев е приближен на Вътрешната македонска революционна организация (ВМРО) и на Националния комитет на Съюза на македонските емигрантски организации (СМЕО) и участва на тайни заседания от 1920 година по избиране на ново ръководство на организацията. Избран е на изборите на 29 май 1927 година за депутат в XXII обикновено народно събрание с общогражданската листа на Радикалната партия от Петричка избирателна околия. На 17 юли 1927 година народните представители от Горноджумайска, Неврокопска и Петричка околия в частно заседание се обособяват в отделна парламентарна група с председател д-р Иван Каранджулов и секретар Ангел Узунов, запасен член на Задграничното представителство на ВМРО. След убийството на сръбския генерал Михайло Ковачевич в Щип от дейци на ВМРО, българското правителство е принудено да въведе военно положение в пограничните райони. Йордан Мирчев реагира и изразява протест срещу действията на правителството.
На Шестия редовен конгрес на СМЕО е избран за член на Националния комитет на организацията на мястото на Борис Антонов. Йордан Мирчев, Георги Кулишев и Константин Станишев в началото на 1928 година застават начело на помирителна комисия при началото на междуособиците в Централния комитет на ВМРО между Иван Михайлов от една страна, и Александър Протогеров и Георги Попхристов. Членовете на Националния комитет Евтим Спространов и Йордан Мирчев единствени отказват да поискат оставката на Георги Кулишев, главен редактор на вестник „Македония“, който след убийството на Александър Протогеров от юли 1928 година развива на страниците на вестника сериозна критика срещу Иван Михайлов. На Седмия редовен конгрес на Съюза на македонските емигрантски организации от 1928 година двамата напускат сами Националния комитет, в знак на протест срещу водената от ръководството политика.